# Tower Glacier
Tower Glacier är en glaciär i Antarktis. Den ligger i Sydshetlandsöarna. Argentina, Chile och Storbritannien gör anspråk på området. Tower Glacier ligger 44 meter över havet. Den ligger vid sjön Ginger Lake.
Terrängen runt Tower Glacier är huvudsakligen kuperad, men söderut är den platt. Havet är nära Tower Glacier österut. Trakten är glest befolkad. Närmaste befolkade plats är Commandante Ferraz Station, 14,3 kilometer norr om Tower Glacier. 